# Moi à ton âge

Moi à ton âge est un téléfilm français réalisé par Bruno Garcia et diffusé pour la première fois le 21 mai 2012 sur TF1. Le générique précise que le scénario s'est inspiré du téléfilm allemand Zwei vom Blitz getroffen de Tatiana Bliss et Jennifer Robinson du 12 décembre 2000 diffusé en France, le 22 juin 2005, sous le titre Un vrai coup de foudre.

## Synopsis
Il n'est pas facile d'être la mère célibataire d'une adolescente âgée de dix-sept ans en pleine rébellion, surtout lorsqu'on est la CPE de son lycée. Les relations entre Caroline Gardel et sa fille, Fanny, ont atteint un point de non retour. Elles sont, en effet, incapables de se comprendre, de communiquer sans se crier dessus et, surtout, de se mettre à la place l'une de l'autre. Mais le destin, sous la forme d'un orage aux pouvoirs mystérieux, va placer Caroline dans le corps de sa fille et Fanny dans celui de sa mère. Passé un moment de légitime panique, chacune va devoir vivre dans la peau de l'autre tout en conservant les apparences au lycée et auprès des prétendants de la mère et de la fille. Elles apprennent alors à mieux se connaitre et enfin retrouvent leurs corps après de longues aventures.

## Fiche technique
- Scénario : Claude-Michel Rome et Laurent Mondy
- Dialogues : Laurent Mondy
- Pays :  France
- Production :
- Musique : Maïdi Roth, Cyrille Nobilet et François Bonnet
- Image :
- Montage :
- Décors : Lycée Marie-Curie à Sceaux
- Costumes :
- Durée : 90 minutes

## Distribution
- Michèle Laroque : Caroline Gardel
- Sophie de Fürst : Fanny Gardel
- Emmanuel Quatra : Hugo
- Olivier Claverie : Proviseur Convert
- Julien Garcia : Mathis
- Joséphine Jobert : Yasmine Sarahoui
- Jules Audry : Zacharie
- Lannick Gautry : Aubert
- Lou Chauvain : Diane Devie
- Virginie Reyes : Elise Blanchard
- Yves Verhoeven : M. Maréchal
- Guilaine Londez : Mme Maréchal
- Laurent Olmedo : Raphaël
- Sarah Gellé : Gwen
- Sylvie Laguna : Mme Brenot
- Christophe Grundmann : Barbey
- Pierre Yvon : Lucas
- Nathan Metral : Gaël
- Ariane Kah : professeur Mme Pintot